# アメリア (先天性疾患)
アメリア(Amelia)は、1本以上の手足が欠損する先天性疾患である。また、手足の短縮や変形を伴う場合もある。特に、4本とも欠損している場合をテトラ・アメリアという。部分的に欠損しているものをメロメリアという。ギリシャ語で「～の欠損」を意味する ἀ- と「手足」を意味するμέλος（複数形: μέλεα、μέλη）に由来する。

## 症状
テトラ・アメリア症候群の診断は、臨床的に確立されており、通常の出生前の超音波検査でも可能である。WNT3は、テトラ・アメリア症候群との関連が知られている唯一の遺伝子である。臨床ベースの分子遺伝学的検査で、本症候群の発生率を診断することができる。症例が限られているため、突然変異の頻度は不明である。罹患者のほとんどは死産か、生後すぐに死亡する。
アメリアは、単独の疾患として発現することもあるが、多くの場合、口唇裂、口蓋裂、体壁欠損、頭部奇形、神経管・腎臓・横隔膜の欠損など、他の器官の奇形が伴う。顔面裂傷は、異常に小さい顎、耳や鼻の欠損などである。体壁欠損は、内臓が腹部から突出する。頭部奇形は軽度から重度まであり、脳がほとんどない場合もある。横隔膜についてはヘルニアや欠損、腎臓は片方または両方が小さいか欠損していることがある。

## 原因
受精後24日から36日の間に四肢の発達が阻害され、最終的には1本以上の四肢が完全または部分的に欠損する。テトラ・アメリア症候群は、常染色体潜性遺伝であると考えられている。すなわち、テトラ・アメリア症候群の両親は、それぞれ変異した遺伝子を1つずつ持っているが、この疾患の症状を示すことはない。まれに、感染症、人工妊娠中絶の失敗、妊娠後の子宮内避妊器具(IUD)の除去に伴う合併症、サリドマイドなどの催奇形性薬物の使用など、妊娠初期の問題がアメリアの原因となる場合もある。